# Derventio
Derventio bylo malé město v římské provincii Britannia. Dnes je známé jako Little Chester, nacházející se na okraji anglického města Derby v hrabství Derbyshire.

## Popis
První římské opevnění v oblasti bylo vybudováno naproti břehu řeky Derwent ve Strutt's Parku, dnešní části Derby. Toto bylo roku 80 nahrazeno pevností zde v Derventiu. Ovšem ani ta dlouho nevydržela a po asi 40 letech byla vyřazena z provozu. Pevnost, cestou na západě spojená s Icknield Street a na východě se Sawley, podněcovala na tomto místě rozsáhlou aktivitu Římanů. Římské osídlení Derbského závodiště, nyní národní památka, věnující se hrnčířství (do dnešní doby se dochoval glazovaný džbán) a zpracování železa bylo založeno 600 metrů východně u cesty do Sawley. Pevnost byla poté opět osídlena a využívána po dalších dvacet pět let. Obranný násep a dřevěná palisáda byly přetvořeny a vybudovány byly i kamenné brány. Pak zůstalo místo neobydlené až do konce 3. století, kdy byla kolem města postavena kamenná zeď. Pevnost však nepřežila konec 4. století.
Místo, kde se opevnění nacházelo, dnes protíná silnice Old Chester Road a od 19. století i železnice Midland Railway.
V Derby Museum and Art Gallery jsou k vidění některé pozůstatky, nalezené při archeologických průzkumech v oblasti Derventia. Jedná se o zbytky mincí a keramiky, ale především systému podlahového topení. Přímo v Derventiu se také dochovaly viditelné pozůstatky z římských dob: dvě studny, jedna na Marcus Street a druhá na zahradě fary Kostela sv. Pavla.

## Historie

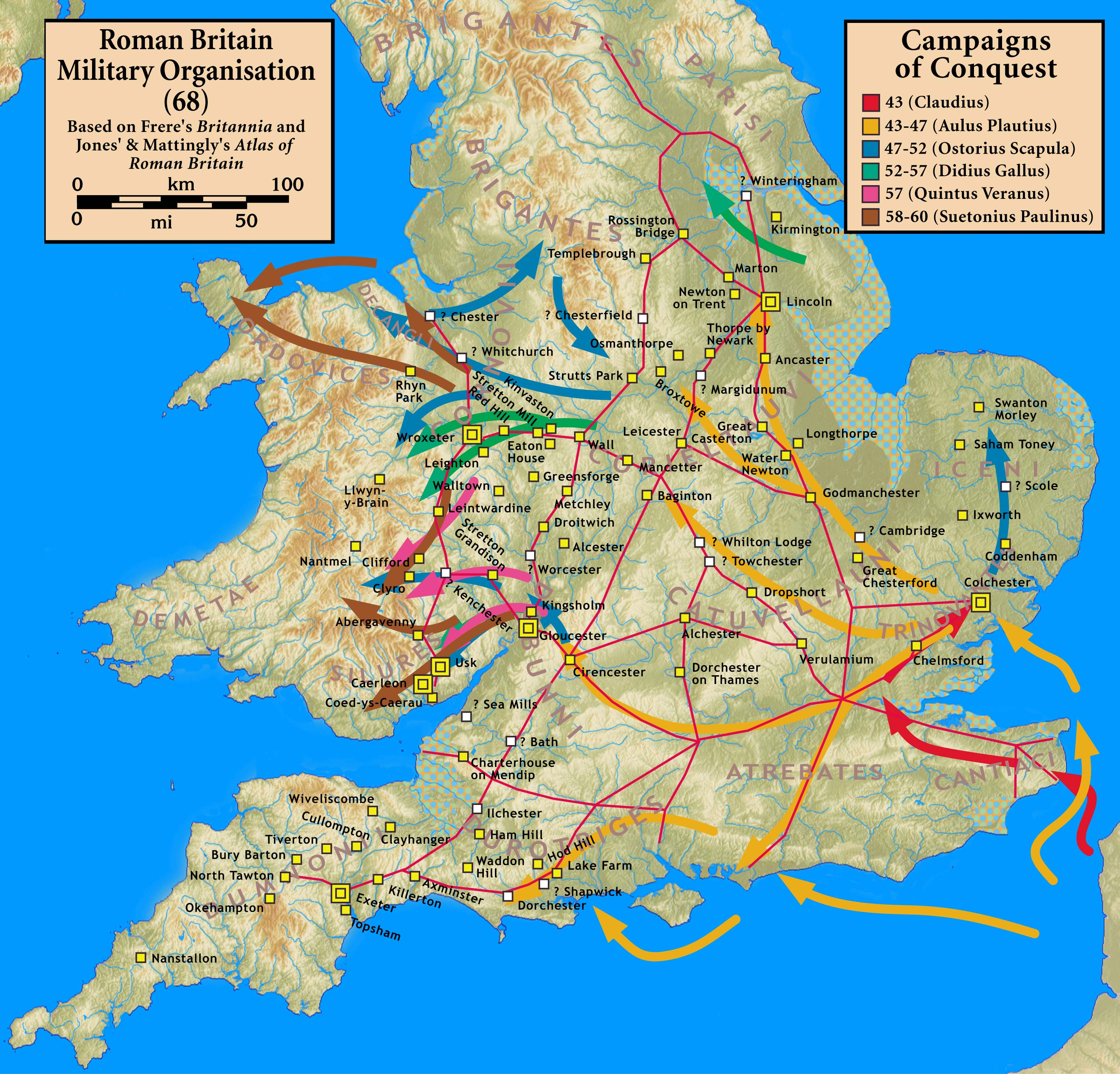
Tažení Ostoria Scapuly

Tato část Británie byla osídlená kmenem známým jako Cornovii (někdy psáno také Cornobii, Cornavii nebo Cornabii). V letech 46 a 47 n. l. ovládla římská armáda pod velením Aula Plautia území na jih od řeky Trent, takže roku 50 tu byla frontová linie. Kvůli nedostatku písemných dokumentů z této doby jsou tyto údaje založené na archeologických výzkumech. Na konci roku 47 započal nový guvernér Británie Publius Ostorius Scapula tažení proti velšským kmenům. V této době byla římská pevnost ve Strutt's Parku jednou z nových pevností vybudovaných podél nové zásobovací cesty z Wroxeteru do Rossingtonu.
Snaha o dobytí Silurů pokračovala také za guvernéra Quinta Verania a jeho následníka Gaia Suetonia Paulina, avšak pevnost ve Strutt's Parku měla nyní zachovávat mír. Okolo roku 74 nastala na území severně od řeky Mersey nestabilita a královna Brigantů Cartimandua musela požádat o pomoc Římanů, aby porazili povstání. V roce 78 se stal guvernérem Gnaeus Julius Agricola, slavný díky chvalořečné biografii, kterou o něm napsal jeho zeť Tacitus. Upevnil pozici pevností, zlepšil infrastrukturu a vedl některá dobře zdokumentovaná tažení. Nejdříve roku 78 znovu dobyl severní Wales, v roce 79 pak porazil Briganty a Parisie a získal celou severní Anglii až k současné skotské hranici. Pevnost ve Strutt's Parku byla vyklizena roku 80, kdy bylo založeno Derventio.
Derventio bylo osídleno čtyřicet let asi do roku 120 n. l. Pro uvedení do kontextu doby, v tomto roce navštívil Británii císař Hadrianus a započal stavbu valu, který je po něm pojmenován. Ačkoliv měla země vždy obrovskou vojenskou sílu, nyní se začala soustředit především na průmyslovou produkci. V Derby bylo rozšířeno hrnčířství a severněji v Peak District se rozmohla těžba olova. Později se Derby stalo centrem zpracování kovů a toto pokračovalo následujících dvě stě let.